# Viscount Dunrossil
Viscount Dunrossil, of Vallaquie and of the Isle of North Uist in the County of Inverness, ist ein erblicher britischer Adelstitel in der Peerage of the United Kingdom.

## Verleihung
Der Titel wurde am 12. November 1959 für William Morrison geschaffen. Dieser war zuvor als Politiker der Conservative Party Speaker des House of Commons gewesen. 1960 bis 1961 war er Generalgouverneur von Australien.
Der jeweilige Viscount führt keine nachgeordneten Titel.

## Liste der Viscounts Dunrossil (1959)
- William Morrison, 1. Viscount Dunrossil (1893–1961)
- John William Morrison, 2. Viscount Dunrossil (1926–2000)
- Andrew William Reginald Morrison, 3. Viscount Dunrossil (* 1953)

Titelerbe (Heir Apparent) ist der Sohn des jetzigen Viscounts, Hon. Callum Alasdair Brundage Morrison (* 1994).